# تراموا کیرنیتچتال
تراموا کیرنیتچتال (انگلیسی: Kirnitzschtal tramway) سیستم تراموا در زاکسن، آلمان است.
این تراموا که در سال ۱۸۹۸ تأسیس شده دارای ۱ خط، ۹ ایستگاه و ۷٫۹ کیلومتر طول می‌باشد.

## نگارخانه

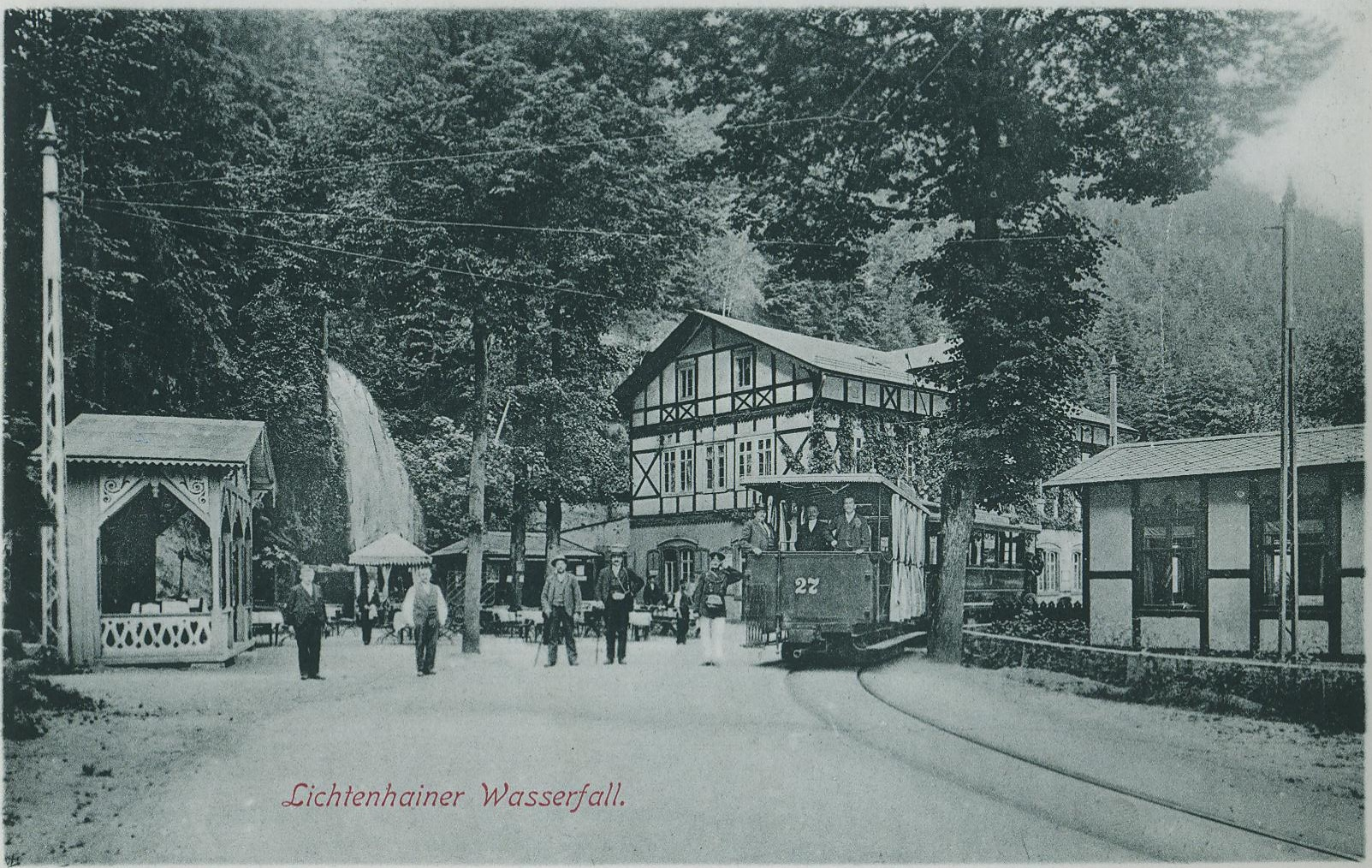
۱۹۱۰
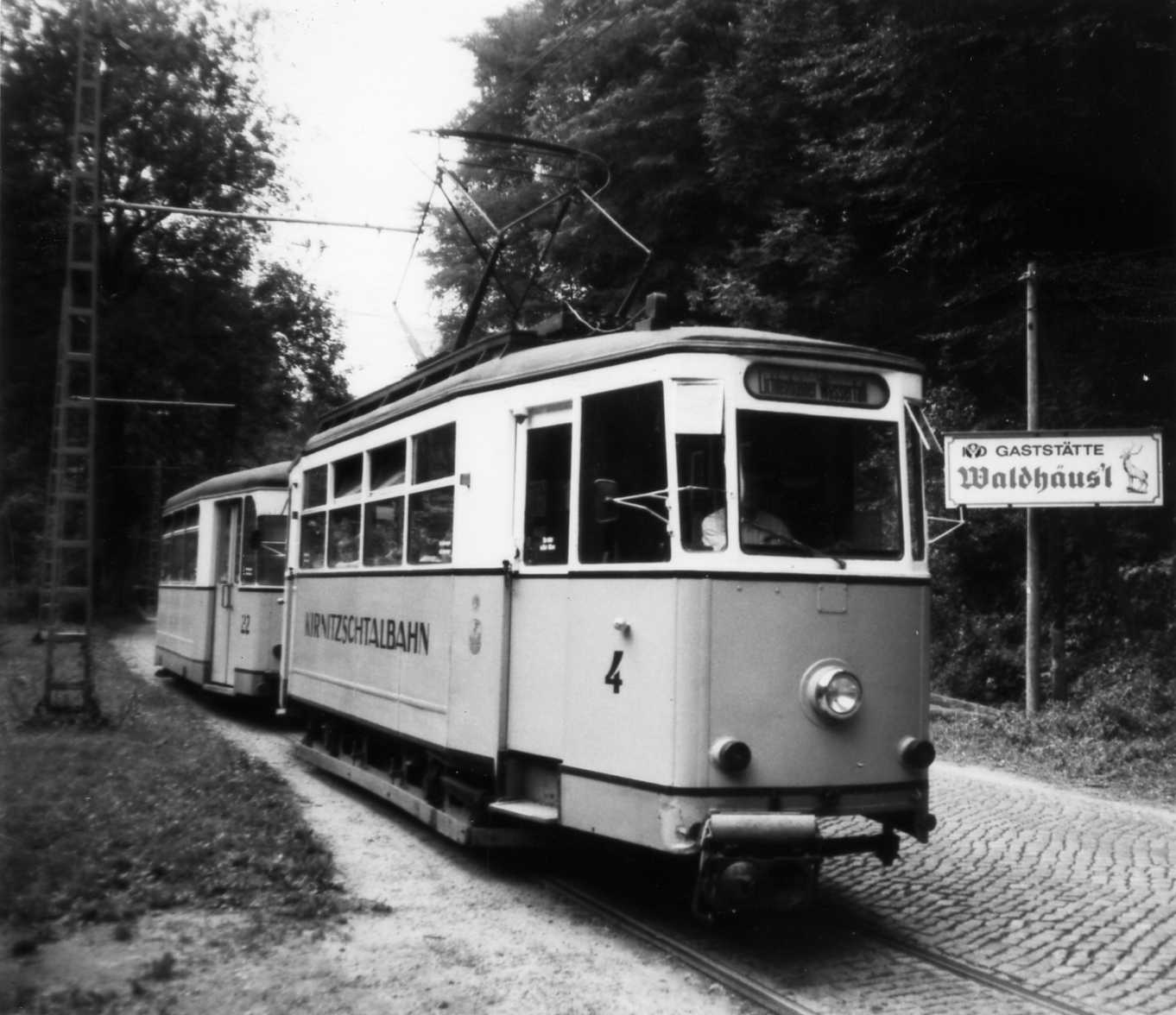
۱۹۹۲
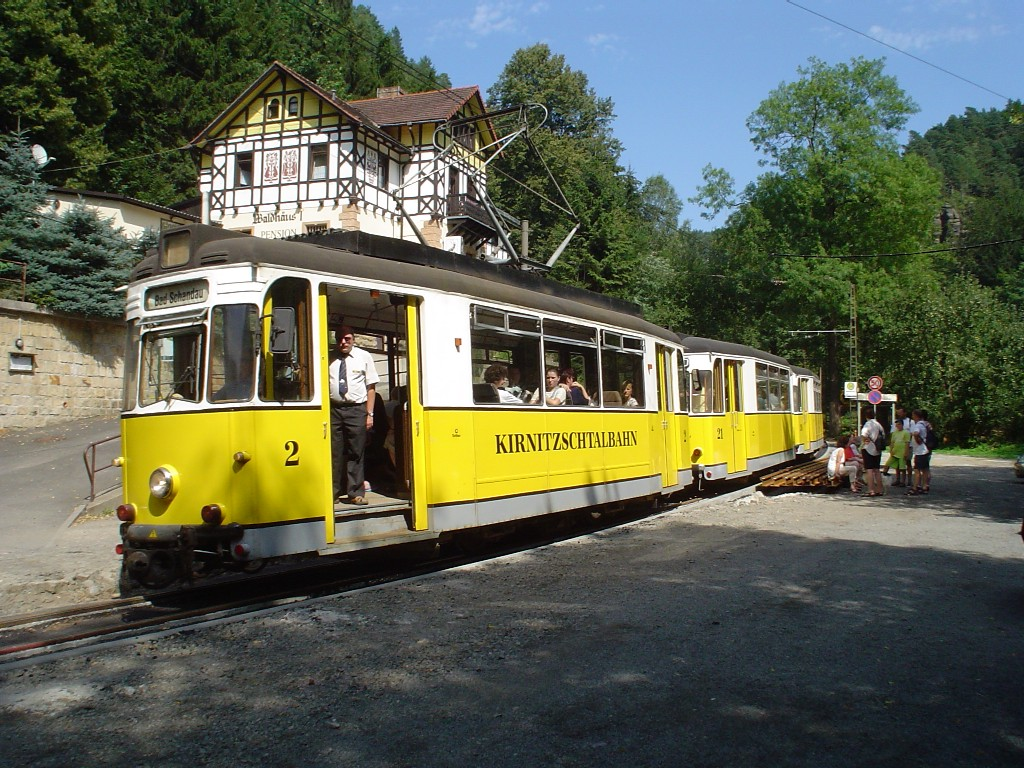
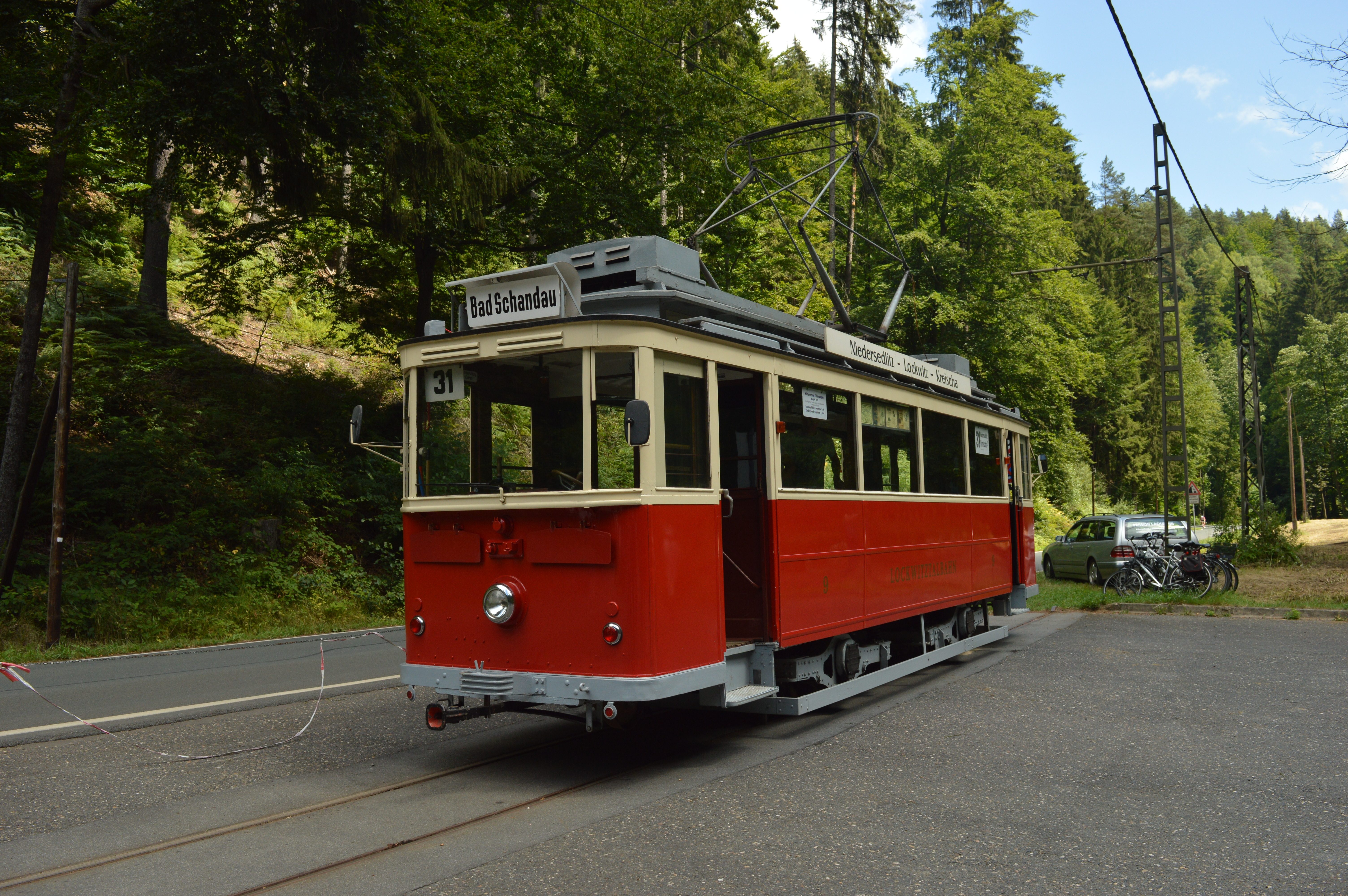
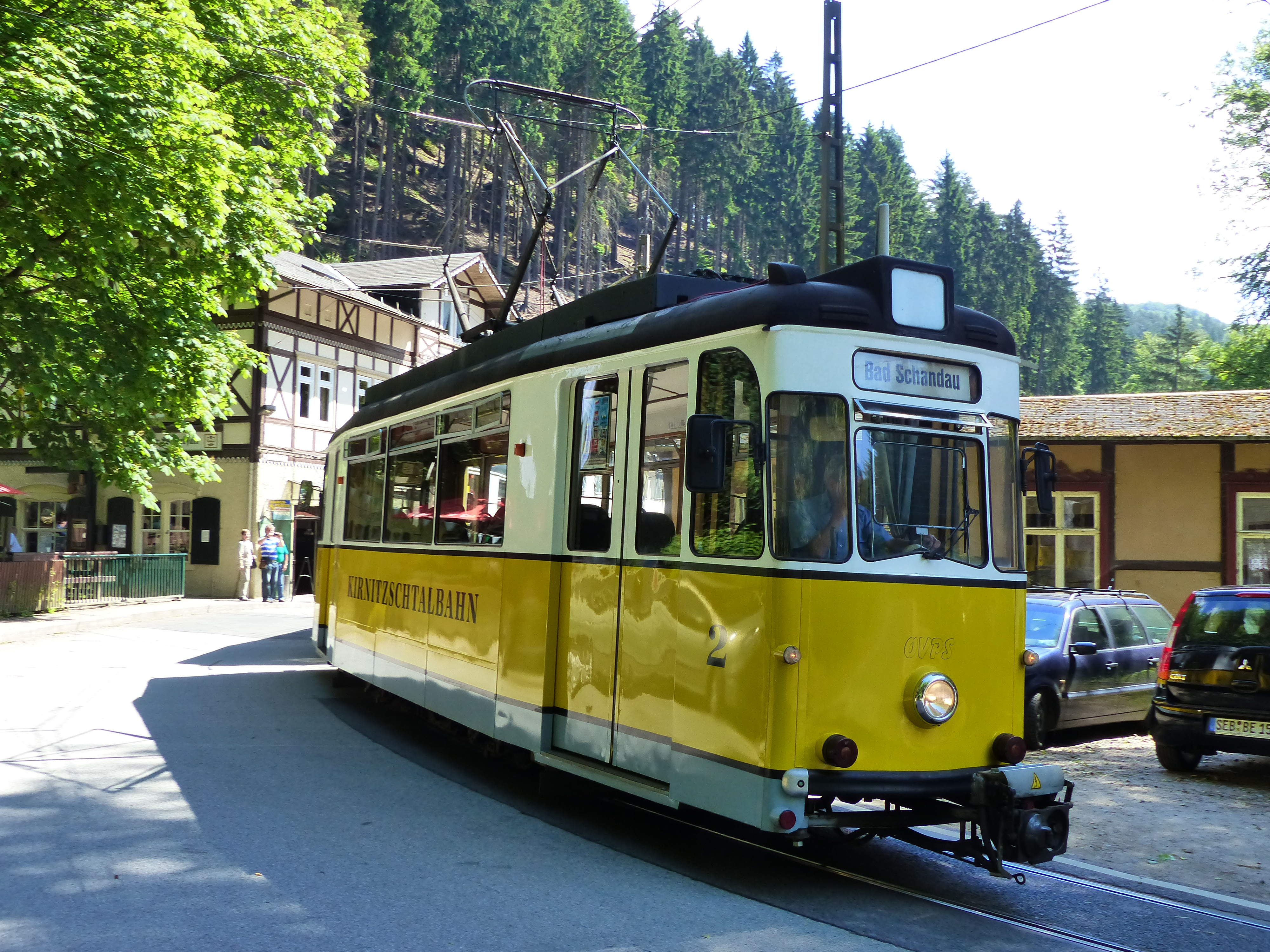